# 28568 Jacobjohnson
28568 Jacobjohnson este un asteroid din centura principală de asteroizi.

## Descriere
28568 Jacobjohnson este un asteroid din centura principală de asteroizi. A fost descoperit pe 10 martie 2000 la Socorro, New Mexico, în cadrul proiectului LINEAR. Asteroidul prezintă o orbită caracterizată de o semiaxă mare de 2,56 ua, o excentricitate de 0,09 și o înclinație de 0,6° în raport cu ecliptica.